# Góry Opawskie

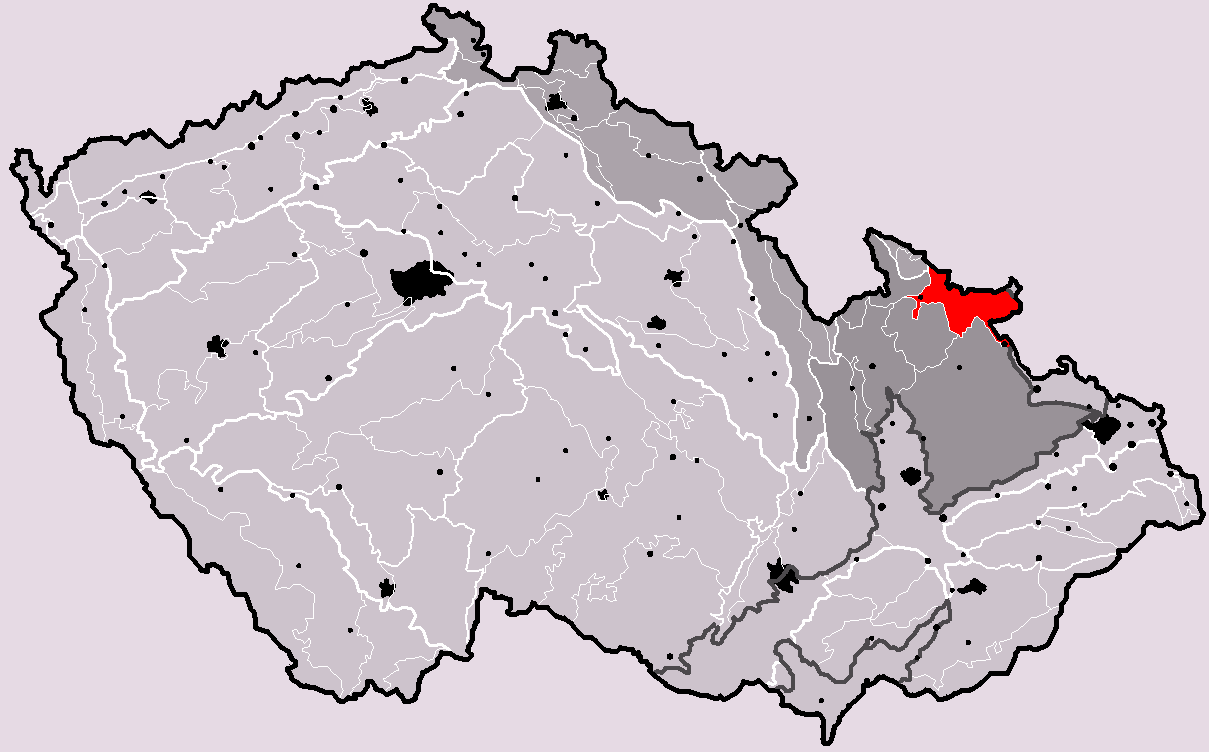
Czeski obszar Gór Opawskich

Góry Opawskie (cz. Zlatohorská vrchovina, dawniej Severní podhoří Hrubého Jeseníku, Jindřichovské podhoří lub Opavská vrchovina, niem. Zuckmanteler Bergland, Oppagebirge) (332.63) – mezoregion wchodzący w skład pasma górskiego Jesioników (cz. Jeseníky), w Sudetach Wschodnich, w Czechach i częściowo w Polsce z najwyższym szczytem: Příčný vrch (pol. Góra Poprzeczna), położonym na terenie Czech. Za najwyższą górę polskiej części Gór Opawskich przyjmuje się Biskupią Kopę.

## Położenie
W Czechach Góry Opawskie graniczą: od zachodu z Przedgórzem Paczkowskim (cz. Žulovská pahorkatina) i Górami Złotymi (cz. Rychlebské hory), od południowego zachodu z Wysokim Jesionikiem (cz. Hrubý Jeseník) i od południa z Niskim Jesionikiem (cz. Nízký Jeseník).
Natomiast w Polsce Góry Opawskie ograniczone są krętą linią: Głuchołazy – Moszczanka – Łąka Prudnicka – Prudnik – Trzebina – Skrzypiec – Krzyżkowice – Dobieszów – Mokre – Zopowy – Zubrzyce – Lewice – Michałkowice – Bliszczyce. Graniczą tu z Płaskowyżem Głubczyckim, a na północnym zachodzie z Przedgórzem Paczkowskim. Masyw Hranicznego Wierchu oddzielony jest od pozostałej polskiej części Gór Opawskich granicą państwową, która ma tu wyjątkowo zawikłany przebieg. Jest to najdalej na wschód położony na obszarze Polski fragment Sudetów.

## Rzeźba terenu

### Szczyty

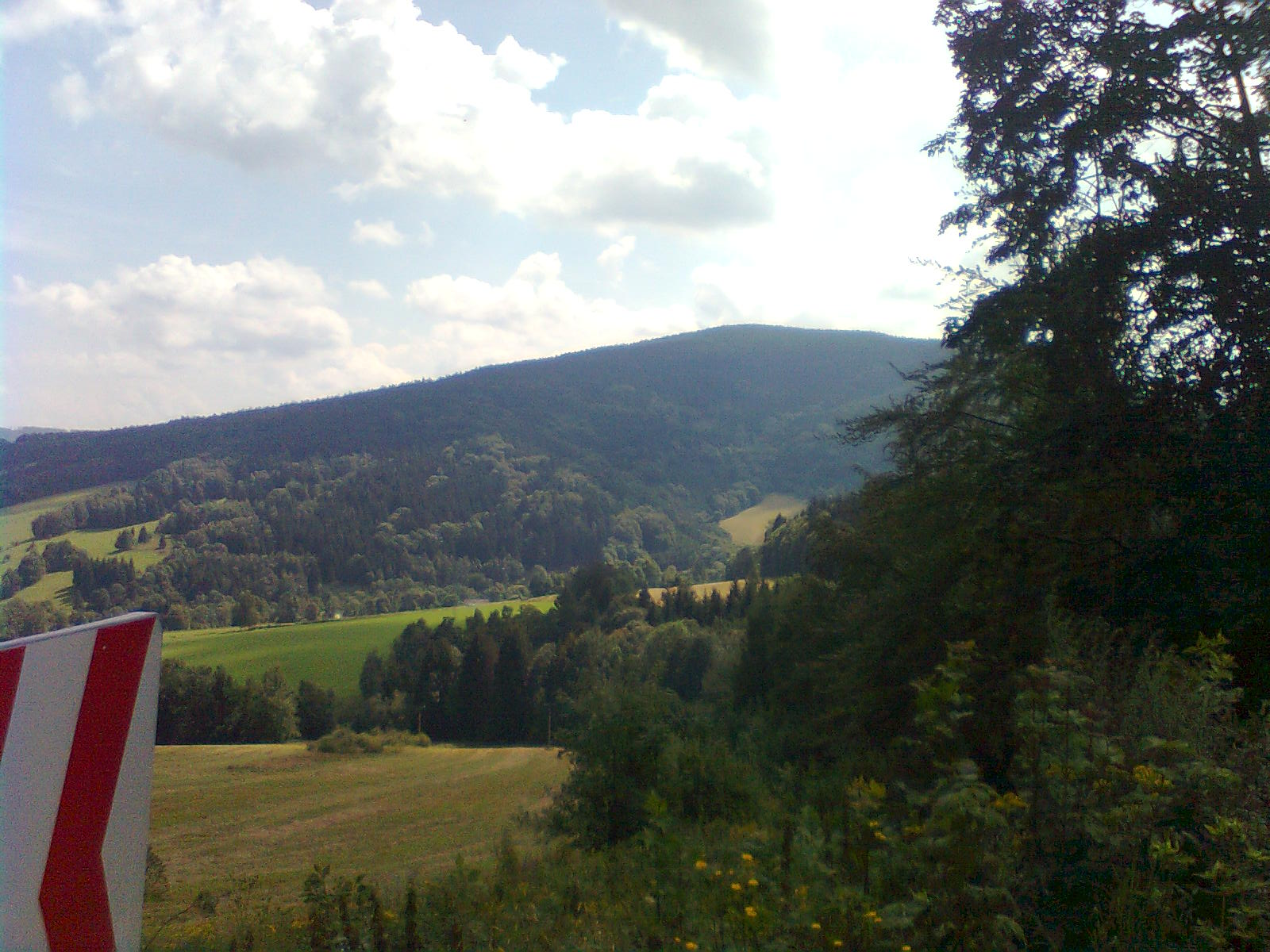
Příčný vrch najwyższy szczyt Gór Opawskich

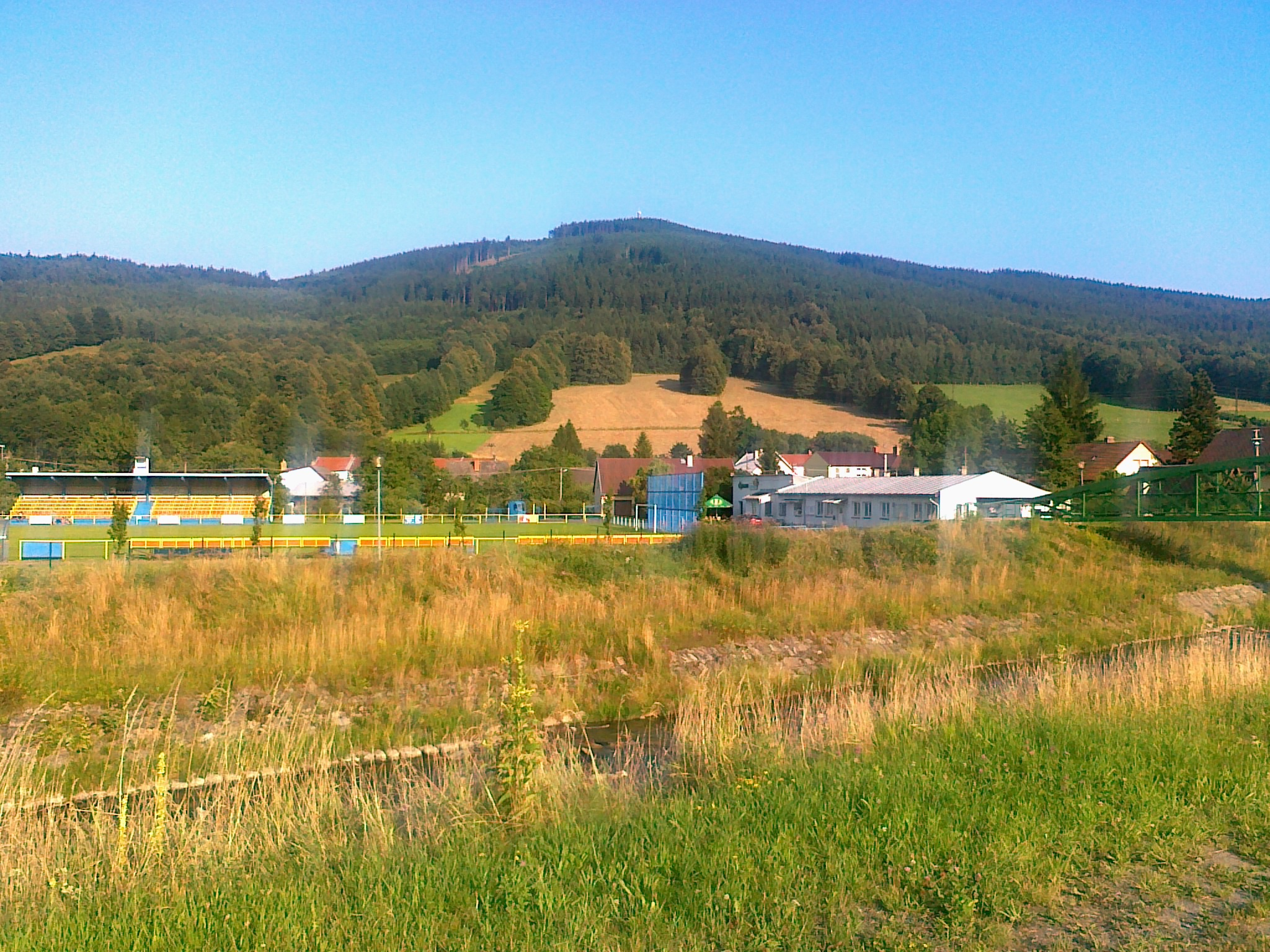
Widok na szczyt góry Zlatý Chlum

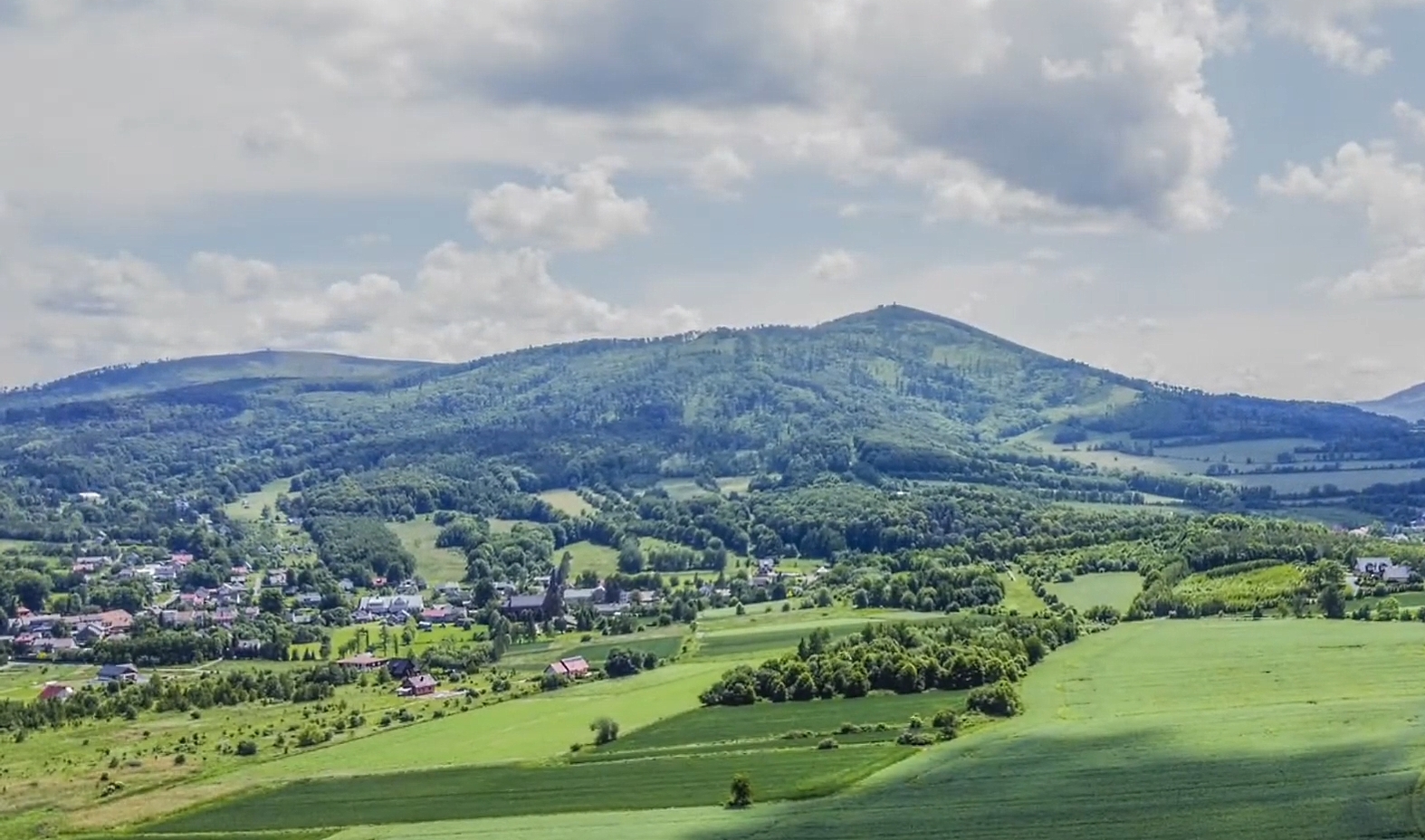
Biskupia Kopa najwyższy szczyt polskiej części Gór Opawskich

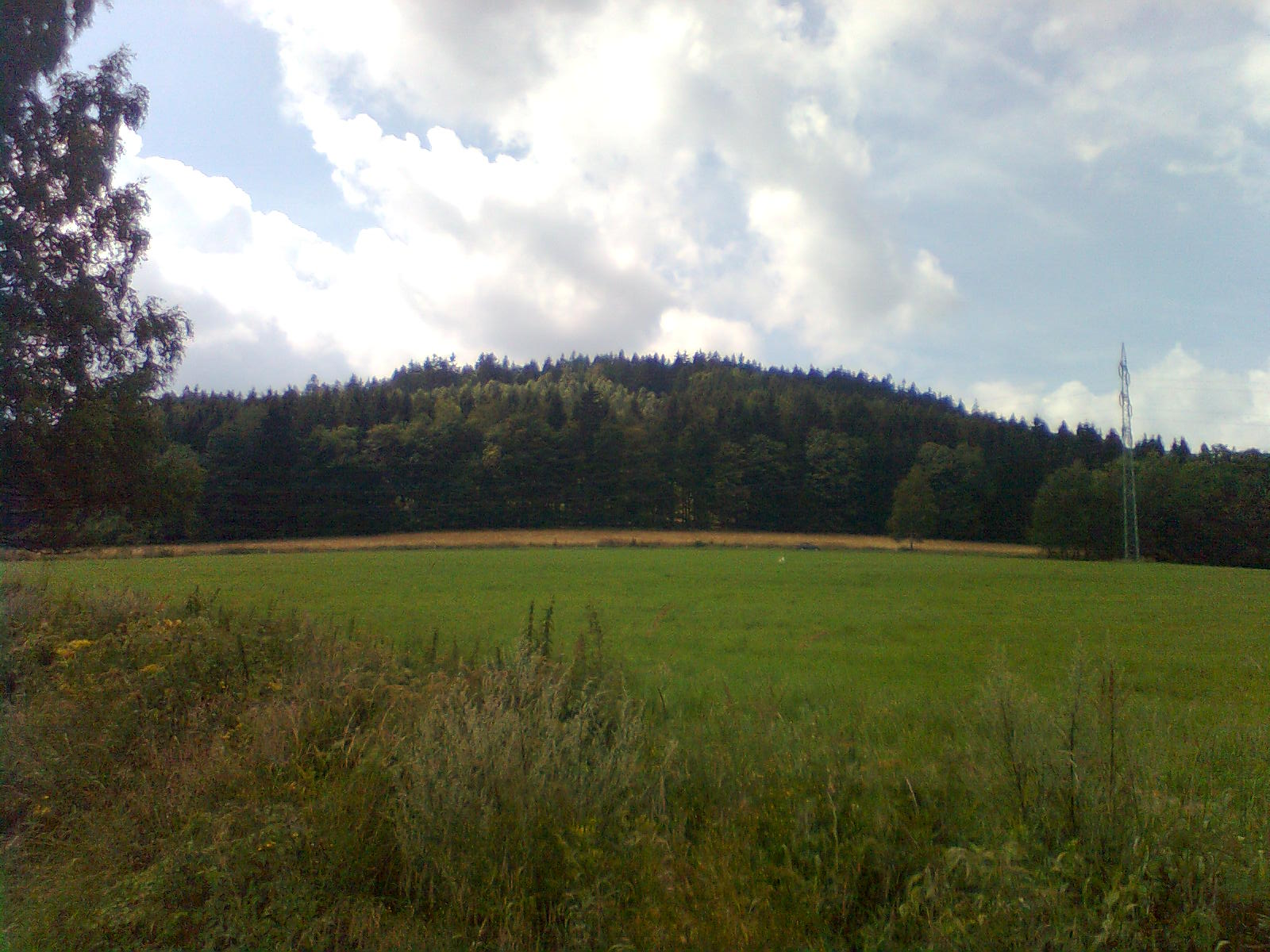
Widok z miejscowości Dolní Údolí na Zámecký pahorek

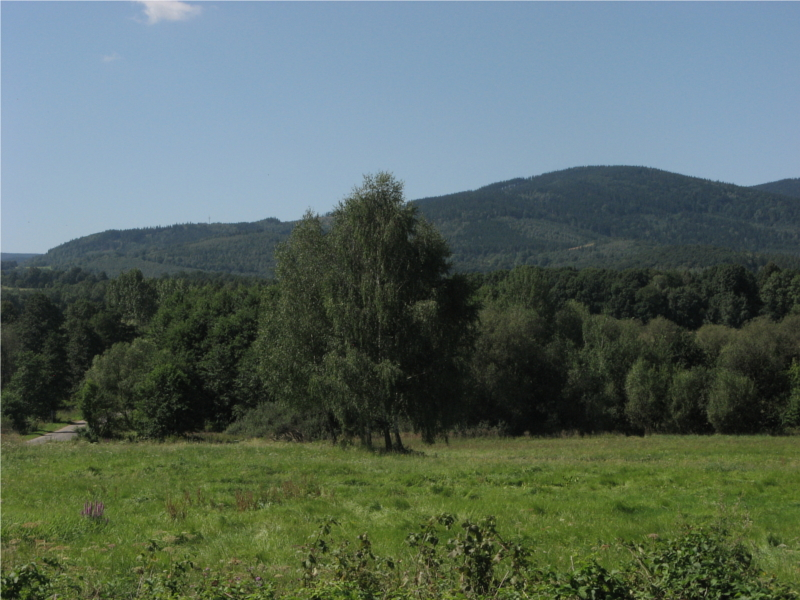
Widok z Wieszczyny na Srebrną Kopę

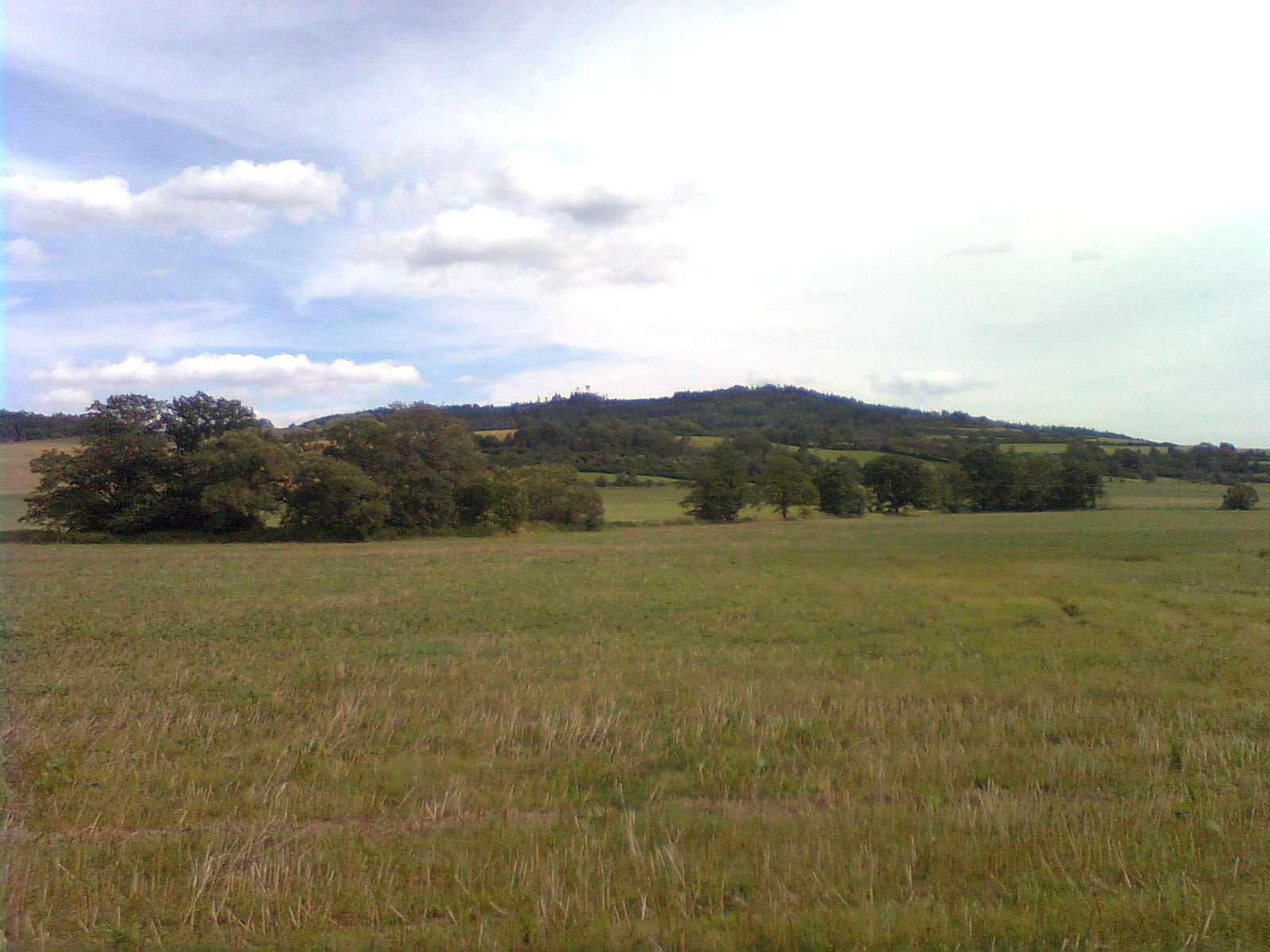
Widok z drogi Město Albrechtice – Třemešná na Graniczną Górę

| Czechy |                                     |                   |
| Lp.    | Szczyt                              | Wysokość m n.p.m. |
| 1      | Příčný vrch                         | 975               |
| 2      | Bílé skály                          | 922               |
| 3      | Hornické skály                      | 904               |
| 4      | Zlatý Chlum                         | 891               |
| 5      | Biskupia Kopa (cz. Biskupská kupa)  | 890               |
| 6      | Končina                             | 888               |
| 7      | Ostrý (1)                           | 888               |
| 8      | Pod Ostrým                          | 886               |
| 8      | Jelení hora                         | 878               |
| 10     | Jedlová                             | 874               |
| 11     | Jelení vrch (1)                     | 874               |
| 12     | Bleskovec                           | 871               |
| 13     | Kutný vrch                          | 869               |
| 14     | Solná hora                          | 868               |
| 15     | Zámecký pahorek                     | 868               |
| 16     | Horka                               | 866               |
| 17     | Tisová                              | 861               |
| 18     | Sokolí skály                        | 846               |
| 19     | Zastávka                            | 844               |
| 20     | Větrník                             | 843               |
| 21     | Kužel                               | 837               |
| 22     | Komora                              | 833               |
| 23     | Zelený vrch                         | 831               |
| 24     | Ostrý (2)                           | 819               |
| 25     | Roveň                               | 818               |
| 26     | Rokytník                            | 817               |
| 27     | U Pomníku                           | 814               |
| 28     | Tisový                              | 811               |
| 29     | Větrná                              | 800               |
| 30     | Holý vrch                           | 799               |
| 31     | Výr                                 | 798               |
| 32     | Okrouhlá                            | 796               |
| 33     | Jindřichova vyhlídka                | 794               |
| 34     | Na Spáleném                         | 794               |
| 35     | Salaš                               | 794               |
| 36     | Macov                               | 793               |
| 37     | Skalka                              | 792               |
| 38     | Smrčník                             | 790               |
| 39     | Huk                                 | 788               |
| 40     | Závětří                             | 784               |
| 41     | Větrný vrch                         | 783               |
| 42     | Moravský kopec                      | 782               |
| 43     | Kotel                               | 777               |
| 44     | Hřebeny                             | 775               |
| 45     | Peklo                               | 775               |
| 46     | Orlí vrch                           | 774               |
| 47     | Mała Kopa (cz. Nad Petrovou chatou) | 772               |
| 48     | Supí hřbet                          | 771               |
| 49     | Kamenec                             | 763               |
| 50     | Špičák                              | 763               |
| 51     | Březový vrch                        | 762               |
| 52     | Sporný vrch                         | 756               |
| 53     | Milíře                              | 755               |
| 54     | Dlouhá stráň                        | 752               |
| 55     | Čihadlo                             | 744               |
| 56     | Na Valštejně                        | 741               |
| 57     | Obří vrch                           | 739               |
| 58     | Komorský vrch                       | 738               |
| 59     | Osička                              | 735               |
| 60     | Ostroh                              | 732               |
| 61     | Mlýnský vrch                        | 728               |
| 62     | Kraví hora                          | 725               |
| 63     | Letní stráň                         | 723               |
| 64     | Horní Holčovice                     | 722               |
| 65     | Klopoty                             | 713               |
| 66     | Nový Dvůr                           | 706               |
| 67     | Myslivecká louka                    | 705               |
| 68     | Zámecký vrch                        | 702               |

| Polska |                                   |                   |
| Lp.    | Szczyt                            | Wysokość m n.p.m. |
| 1      | Srebrna Kopa (cz. Velká Stříbrná) | 785               |
| 2      | Grzebień                          | 768               |
| 3      | Zamkowa Góra                      | 571               |
| 4      | Średnia Kopa                      | 543               |
| 5      | Graniczna Góra (cz. Na hranici)   | 541               |
| 6      | Tylna Kopa                        | 535               |
| 7      | Szyndzielowa Kopa                 | 533               |
| 8      | Pasterka                          | 518               |
| 9      | Bukowa Góra                       | 507               |
| 10     | Przednia Kopa                     | 495               |
| 11     | Gwarkowe Skały                    | 488               |
| 12     | Gołąbki                           | 485               |
| 13     | Gołąbki – S                       | 482               |
| 14     | Cygańska Góra                     | 475               |
| 15     | Gołąbki – N                       | 469               |
| 16     | Masłowiec                         | 462               |
| 17     | Kaczyniec                         | 461               |
| 18     | Skalna                            | 461               |
| 19     | Kowarz                            | 458               |
| 20     | Długota                           | 457               |
| 21     | Gołębie Wzgórze                   | 456               |
| 22     | Olszak                            | 453               |
| 23     | Czapka                            | 441               |
| 24     | Widnogóra                         | 433               |
| 25     | Krzyżówka                         | 427               |
| 26     | Jodłowe Wzgórze                   | 426               |
| 27     | Wiatraczna                        | 423               |
| 28     | Bucznik                           | 421               |
| 29     | Barania Kopa                      | 416               |
| 30     | Wiatrak                           | 413               |
| 31     | Ciermięcicka Góra                 | 411               |
| 32     | Farny Stok                        | 409               |
| 33     | Kraśnik                           | 408               |
| 34     | Czarnogórz                        | 403               |
| 35     | Garbatka                          | 401               |
| 36     | Maślice                           | 400               |
| 37     | Kobylica                          | 395               |
| 38     | Siniak                            | 395               |
| 39     | Wróblik                           | 392               |
| 40     | Debrzyk                           | 391               |
| 41     | Kraska                            | 391               |
| 42     | Maliniec                          | 390               |
| 43     | Okopowa                           | 388               |
| 44     | Maślice – S                       | 387               |
| 45     | Janota                            | 386               |
| 46     | Słoneczna                         | 381               |
| 47     | Siodlarz                          | 377               |
| 48     | Jedlak                            | 374               |
| 49     | Kozubiec                          | 374               |
| 50     | Lipowiec                          | 370               |
| 51     | Makowica                          | 370               |
| 52     | Kalinka                           | 364               |
| 53     | Osobita                           | 364               |
| 54     | Młyńska Góra                      | 362               |
| 55     | Wężowa (Gajna)                    | 362               |
| 56     | Kruczek                           | 360               |
| 57     | Sępik                             | 356               |
| 58     | Święta Góra                       | 354               |
| 59     | Zbylut                            | 353               |
| 60     | Grędówka                          | 352               |
| 61     | Koźlarek                          | 352               |
| 62     | Kopiata (Trupina)                 | 332               |
| 63     | Góra Grodowa                      | 328               |
| 64     | Szubieniczna                      | 325               |
| 65     | Kapliczna Góra                    | 320               |
| 66     | Kozia Góra                        | 316               |
| 67     | Klasztorna Góra                   | 312               |

### Przełęcze

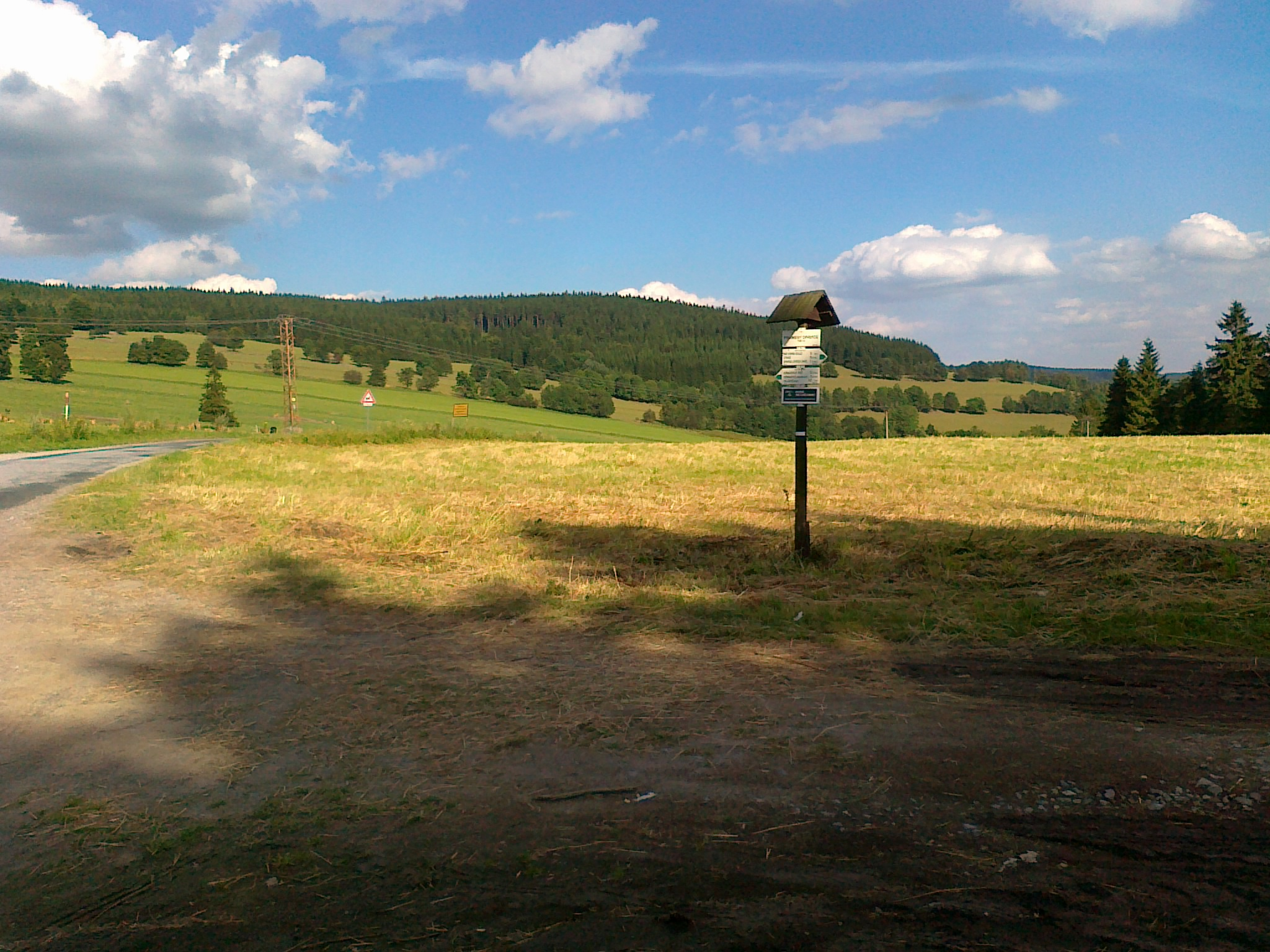
Widok z przełęczy Prameny Opavice na szczyt Hornické skály

| Ważniejsze przełęcze Gór Opawskich |                                     |                   |                 |
| Lp.                                | Przełęcz                            | Wysokość m n.p.m. | Kraj            |
| 1                                  | Prameny Opavice                     | 779               | Czechy          |
| 2                                  | Rejvíz                              | 760               | Czechy          |
| 3                                  | Przełęcz pod Kopą (Mokra)           | 707               | Czechy · Polska |
| 4                                  | Petrovy boudy                       | 706               | Czechy          |
| 5                                  | Prameny Javorné                     | 697               | Czechy          |
| 6                                  | Ondřejovické sedlo                  | 564               | Czechy          |
| 7                                  | Przełęcz pod Zamkową Górą (Srebrna) | 508               | Czechy · Polska |
| 8                                  | Przełęcz Siodło                     | 505               | Polska          |
| 9                                  | Przełęcz pod Pasterką               | 465               | Polska          |

## Miejscowości

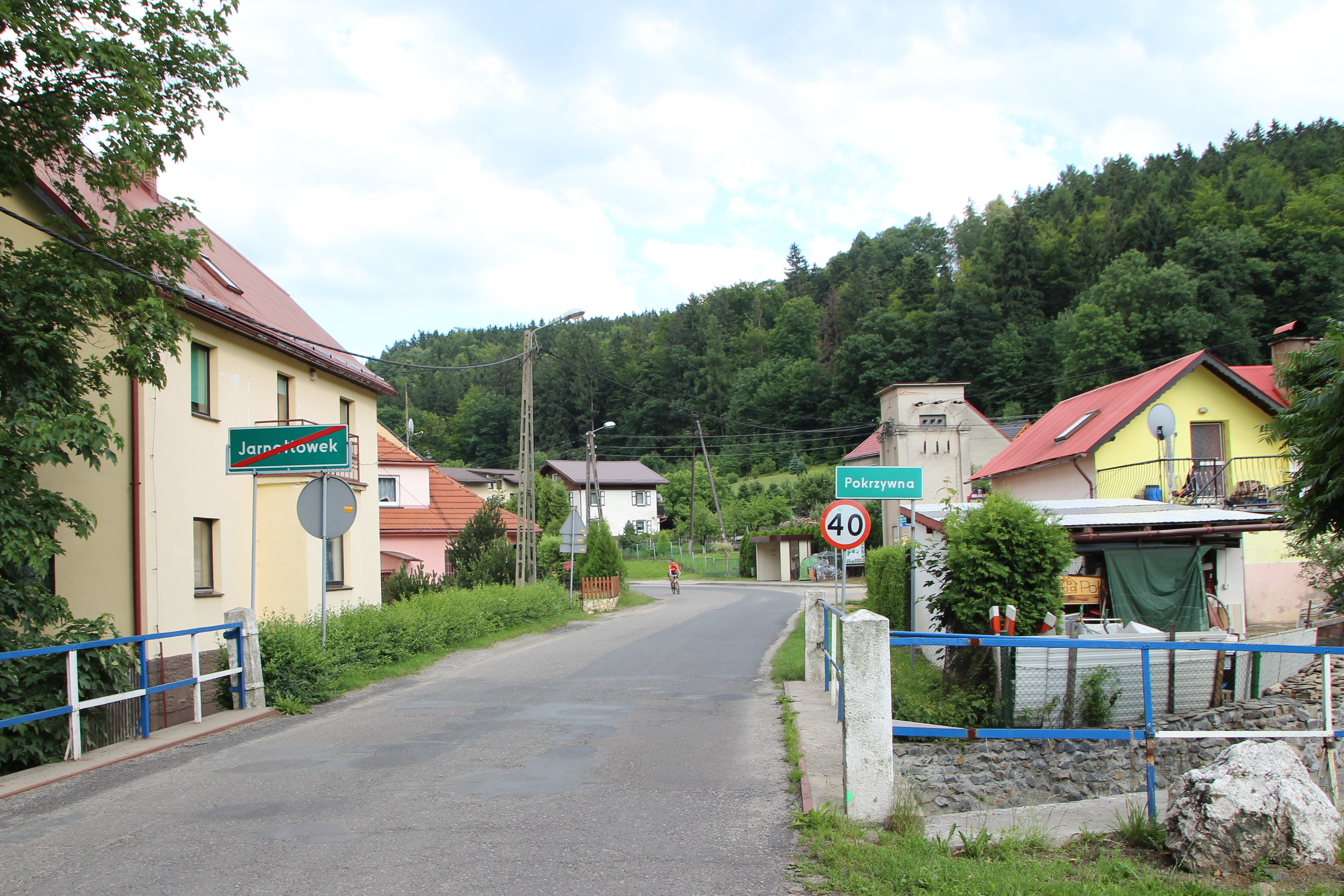
Pokrzywna – miejscowość wypoczynkowa w Górach Opawskich

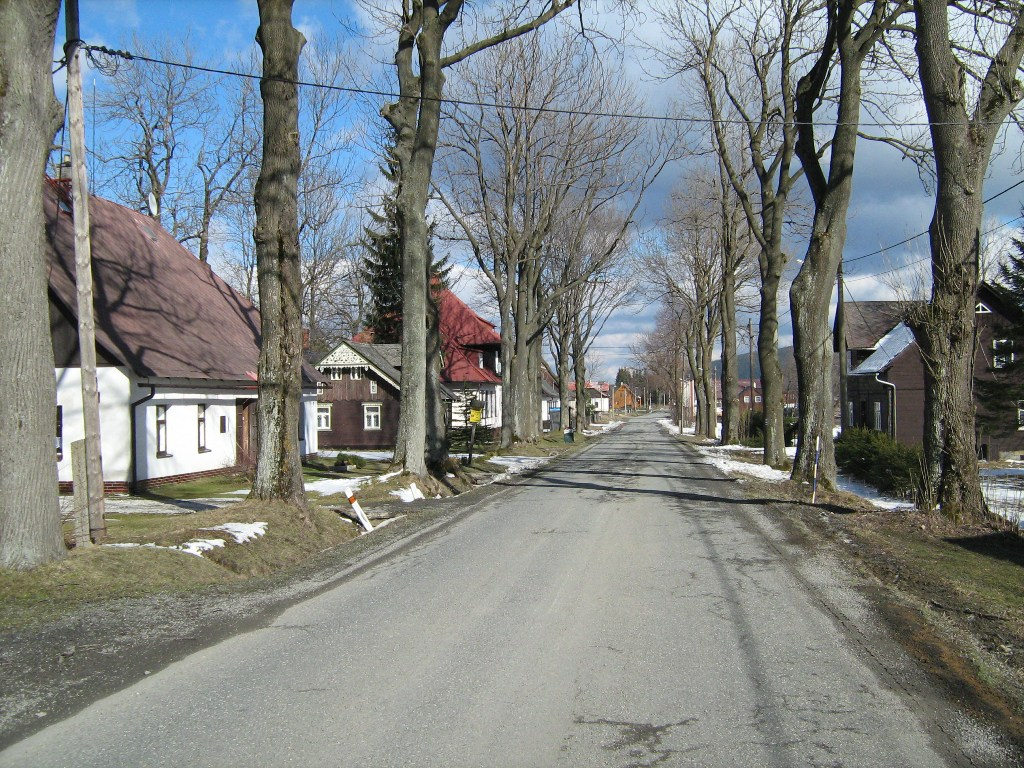
Osada letniskowa Rejvíz

| Czechy |                         |
| Lp.    | Miejscowość             |
| 1      | Bělá pod Pradědem       |
| 2      | Bohušov                 |
| 3      | Česká Ves               |
| 4      | Dívčí Hrad              |
| 5      | Hlinka                  |
| 6      | Heřmanovice             |
| 7      | Holčovice               |
| 8      | Hradec-Nová Ves         |
| 9      | Janov                   |
| 10     | Jesionik (cz. Jeseník)  |
| 11     | Jindřichov              |
| 12     | Karniów (cz. Krnov)     |
| 13     | Lipová-lázně            |
| 14     | Liptaň                  |
| 15     | Město Albrechtice       |
| 16     | Mikulovice              |
| 17     | Osobłoga (cz. Osoblaha) |
| 18     | Petrovice               |
| 19     | Písečná                 |
| 20     | Rejvíz                  |
| 21     | Rusín                   |
| 22     | Slezské Rudoltice       |
| 23     | Třemešná                |
| 24     | Velké Kunětice          |
| 25     | Vysoká                  |
| 26     | Zlaté Hory              |

| Polska |               |
| Lp.    | Miejscowość   |
| 1      | Bliszczyce    |
| 2      | Braciszów     |
| 3      | Chomiąża      |
| 4      | Chróstno      |
| 5      | Ciermięcice   |
| 6      | Dębowiec      |
| 7      | Dobieszów     |
| 8      | Głuchołazy    |
| 9      | Jarnołtówek   |
| 10     | Konradów      |
| 11     | Krasne Pole   |
| 12     | Lenarcice     |
| 13     | Lewice        |
| 14     | Michałkowice  |
| 15     | Mokre         |
| 16     | Mokre-Kolonia |
| 17     | Moszczanka    |
| 18     | Opawica       |
| 19     | Pielgrzymów   |
| 20     | Pietrowice    |
| 21     | Podlesie      |
| 22     | Pokrzywna     |
| 23     | Prudnik       |
| 24     | Radynia       |
| 25     | Trzebina      |
| 26     | Wieszczyna    |

## Podział Gór Opawskich
Podział fizycznogeograficzny Sudetów Wschodnich (w tym i Gór Opawskich) przy znacznej odrębności metodologii stosowanej w Polsce oraz w Czechach i jednocześnie nieuwzględnianiu kryteriów genetycznych geomorfologiczno-geologicznych, budzi wśród geomorfologów spore kontrowersje i rozbieżności. Efektem prowadzonych sporów są korekty granic Gór Opawskich, zarówno części polskiej, jak i czeskiej.
Biorąc pod uwagę położenie, pochodzenie i strukturę rzeźby terenu oraz budowę geologiczną, a także warunki ekologiczno-krajobrazowe i formy antropopresji Góry Opawskie według polskich geomorfologów (dr Krzysztof Badora) podzielono na 7 mikroregionów fizyczno-geograficznych, z których 3 są częściowo zlokalizowane na terenie Polski:
- Pasmo Gór Białych (Bělská pahorkatina) (332.631)
- Obniżenie Rejvízskie (Rejvízská hornatina) (332.632)
- Grupa Góry Poprzecznej (Příčný vrch) (332.633)
- Grzbiet Biskupiej Kopy (Biskupská kupa) (332.634)
- Pasmo Hynčickie (Hynčická hornatina) (332.635)
- Pasmo Kobyli (Kobylská hornatina) (332.636)
- Obniżenie Zlatohorskie (Zlatohorské údolí) (332.637)

### Polski obszar Gór Opawskich

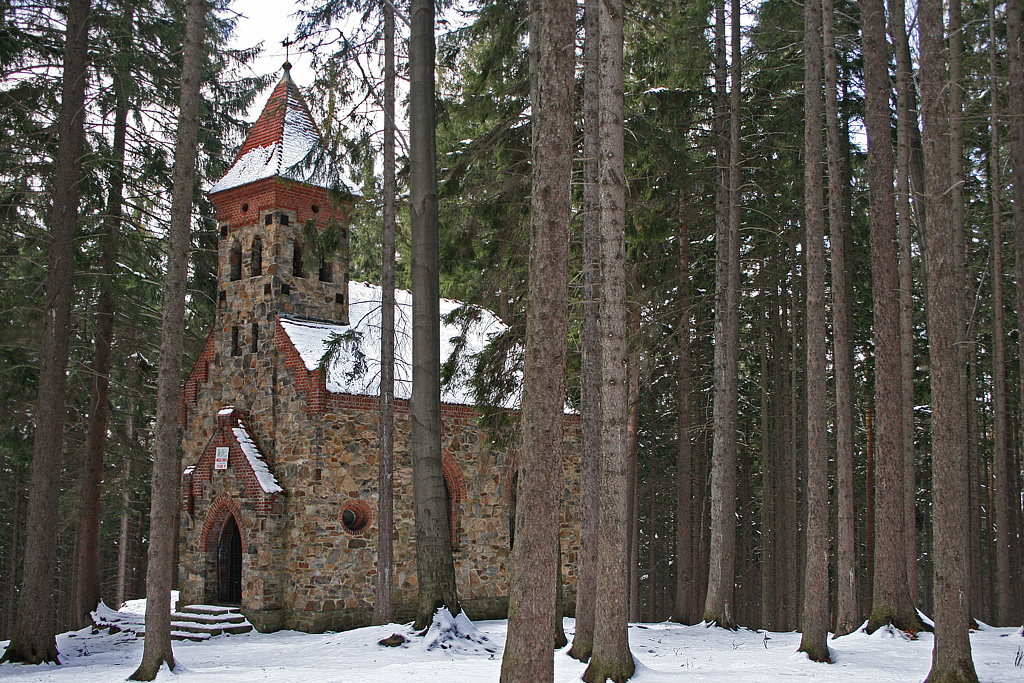
Kaplica na szczycie Przedniej Kopy

Polski obszar Gór Opawskich składa się z następujących części:
- Masyw Parkowej Góry
- Masyw Biskupiej Kopy
- Masyw Olszaka
- Masyw Długoty
- Masyw Lipowca
- Masyw Hranicznego Wierchu

Masyw Parkowej Góry jest położony na południowy zachód od Głuchołaz. Od północy, od Przedgórza Paczkowskiego oddziela go przełomowa dolina Białej Głuchołaskiej, od wschodu, od masywów Biskupiej Kopy i Olszaka, szerokie obniżenie potoku Klenicy z miejscowością Konradów. Rozciąga się z północy na południe z następującymi szczytami: Przednią Kopą (495 m n.p.m.), Średnią Kopą (543 m n.p.m.) i Tylną Kopą (535 m n.p.m.). Pasmo prawie w całości porośnięte lasami. Na Przedniej Kopie znajduje się kaplica. Kiedyś było tu schronisko, potem restauracja.
Najwyższy masyw Biskupiej Kopy ogranicza od północy przełomowa dolina Złotego Potoku, a od wschodu obniżenie w którym rozłożyła się Wieszczyna (Nowa Wieś). Tu znajduje się najwyższy szczyt Gór Opawskich leżący na terenie Polski, Biskupia Kopa, na której istnieje wieża widokowa a do 2007 funkcjonowało turystyczne przejście graniczne.
Niewielki masyw Olszaka, leżący na północ od masywu Biskupiej Kopy, ciągnie się z zachodu na wschód. Drugim poza Olszakiem (453 m n.p.m.) wzniesieniem jest Krzyżówka (427 m n.p.m.). Częściowo porośnięty lasami. Znajdują się tu dwa zalane wodą wyrobiska dawnych kamieniołomów: „Żabie Oczko” i „Morskie Oczko”. U podnóża czynny jest kamieniołom fyllitów: „Kopalnia Dewon”.
W dolinie Złotego Potoku rozłożyły się najbardziej znane miejscowości Gór Opawskich: Jarnołtówek i Pokrzywna.
Masyw Długoty leży pomiędzy Wieszczyną, Łąką Prudnicką, Prudnikiem i Trzebiną. Prawie w całości jest zalesiony. Znajduje się tu czynny kamieniołom szarogłazów „Dębowiec” oraz kilka starych, zarośniętych łomów.
Masyw Lipowca rozciąga się między Trzebiną, Skrzypcem a Krzyżkowicami. Posuwając się wzdłuż granicy na wschód, pasmo powoli opada, kończąc się na wzniesieniu Wężowa (362 m n.p.m.).
Rozległy, położony najdalej na południowy wschód masyw Hranicznego Wierchu jest oddzielony od pozostałej części polskich Gór Opawskich fragmentem czeskiego Śląska i doliną Osobłogi. Jest on położony na południowy zachód od Głubczyc. W miejscowości Pietrowice znajduje się drogowe przejście graniczne do Czech, prowadzące do Karniowa (cz. Krnov).
Natomiast prof. Stanisław Koziarski i dr Krzysztof Badora zaproponowali w 2008 roku następujący podział polskiej części Gór Opawskich:
- Grzbiet Góry Chrobrego
- Góra Czapka
- Grzbiet Krzyżówki i Olszaka
- Grzbiet Biskupiej Kopy i Góry Zamkowej
- Góra Długota

### Czeski obszar Gór Opawskich
W podziale geomorfologicznym Gór Opawskich, w części leżącej w Czechach – według czeskich geomorfologów –  zaproponowanym przez prof. Jaromíra Demka wyróżnia się następujące cztery jednostki podrzędne (mikroregiony):
- Bělská pahorkatina (IVC-6A)[13] – najwyższy szczyt Bršť - 698 m n.p.m.
- Rejvízská hornatina (IVC-6B)[14] – najwyższy szczyt Příčný vrch
- Hynčická hornatina (IVC-6C)[15] – najwyższy szczyt Biskupia Kopa
- Jindřichovská pahorkatina (IVC-6D)[16] – najwyższy szczyt Kobyla  - 574 m n.p.m.

## Ochrona przyrody

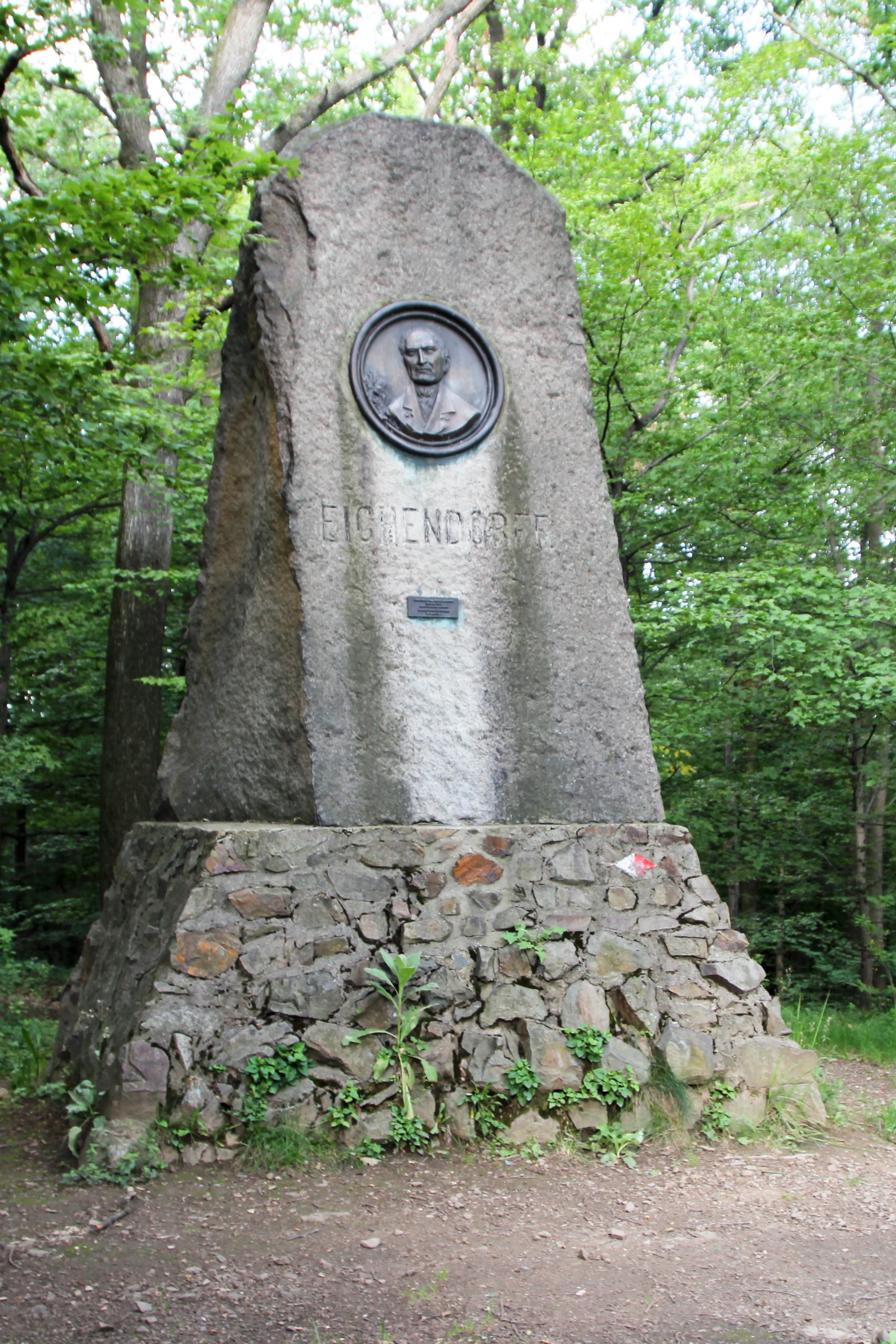
Pomnik Josepha von Eichendorffa w Parku Krajobrazowym w pobliżu Dębowca.

Na terenie pasma znajduje się Park Krajobrazowy Góry Opawskie z licznymi zabytkami kultury i przyrody oraz Obszar Chronionego Krajobrazu Rejon Mokre - Lewice.

## Budowa geologiczna

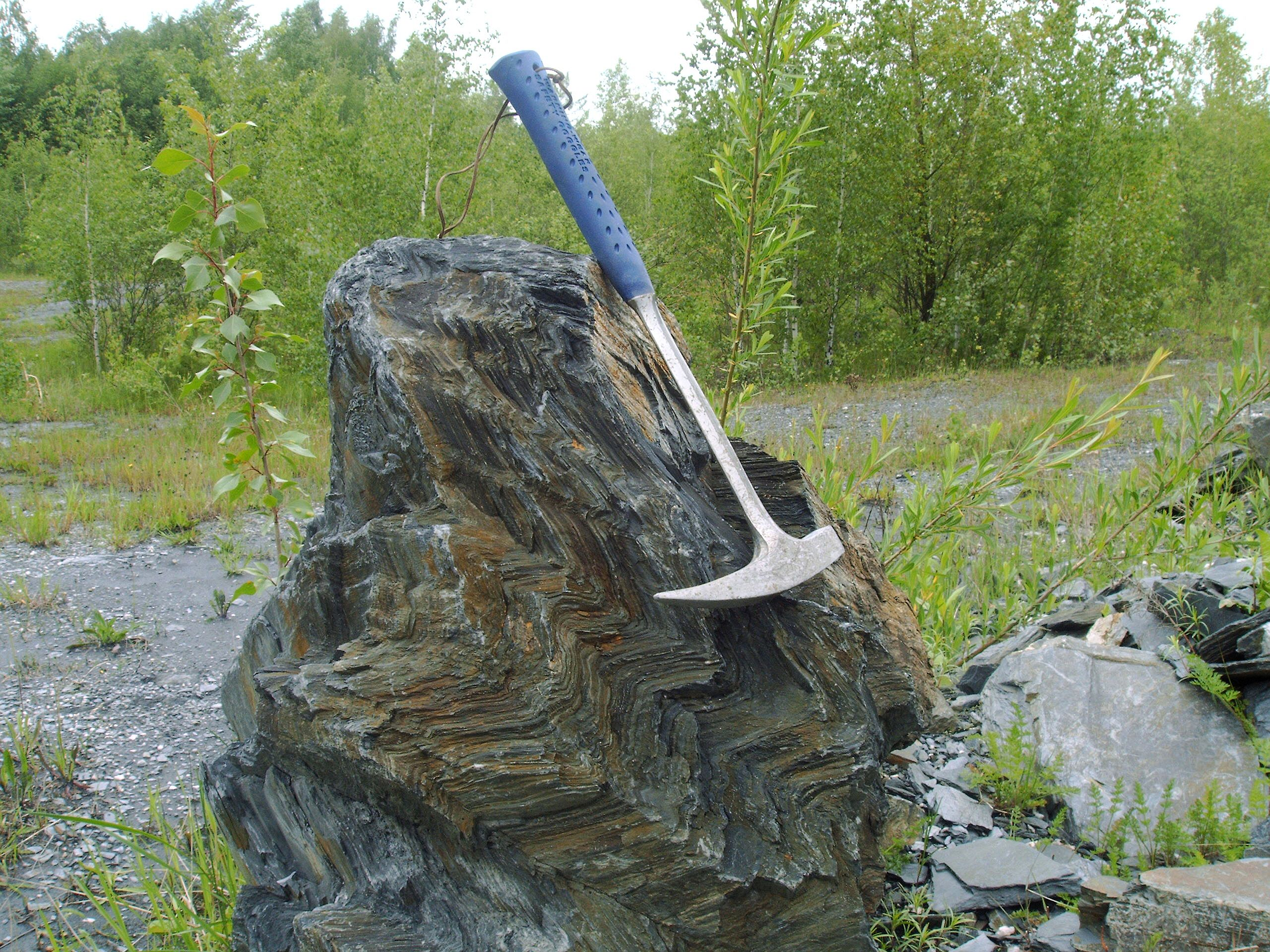
Sfałdowany fyllit z kopalni Dewon w Jarnołtówku

Pod względem geologicznym Góry Opawskie składają się z dwóch odrębnych części. Są miejscem zderzenia się dwóch bloków zwanych terranami: Moldanovicum i Brunovistulicum.
Masyw Parkowej Góry zbudowany jest ze skał metamorficznych: gnejsów, łupków łyszczykowych (w Głuchołazach znajduje się miejsce z wychodnią łupków zawierających almandyny i staurolit) oraz amfibolitów, kwarcytów. W miejscowości Podlesie znajduje się wychodnia granitu.
Pozostała część jest zbudowana ze skał osadowych i słabo zmetamorfizowanych, tzw. morska facja klastyczna "kulmu", powstałych w górnym dewonie i dolnym karbonie (turnej – wizen). Posuwając się od zachodu ku wschodowi odsłaniają się coraz młodsze ogniwa. W tym samym kierunku słabnie stopień metamorfizmu. Masywy Biskupiej Kopy i Olszaka są zbudowane z fyllitów (powstałych głównie z iłowców, mułowców i zlepieńców) tworząc obecnie przepięknie sfałdowane metaiłowce, metamułowce i metazlepieńce, oraz w okolicach Pokrzywnej można znaleźć owoce płytkiego metamorfizmu facji epi w postaci zmetamorfizowanych bazaltów i diabazów – zieleńców, należących do tzw. "warstw andelskohorskich". Dalej na wschód występują piaskowce, zlepieńce, szarogłazy, mułowce, lokalnie łupki kwarcowe i wapienie. Należą one do warstw "hornobeneszowskich" i "morawickich".

## Wody
Od zachodu i północnego zachodu Góry Opawskie ogranicza Biała Głuchołaska (cz. Bělá Jesenická lub Bělá), prawy dopływ Nysy Kłodzkiej. W poprzek nich płyną: Złoty Potok i Osobłoga. Granicę południowo-wschodnią wyznacza Opawa (cz. Opava). Północną granicę wyznacza Prudnik, który swoje początki bierze pomiędzy miejscowościami Charbielin i Jarnołtówek. Uzupełnieniem sieci potoków są dopływy rzeki Prudnik: Brunatny potok, Trzebiński potok, dopływ Złotego potoku, Zamecki potok oraz dwa dopływy Białej: Kletnica i Sarni potok.

## Informacje dodatkowe
Obszar Gór Opawskich, w przeszłości określano popularnie jako Górnośląski Zakątek Górski (niem. Oberschlesische Gebirgsecke), ponieważ był on jedynym obszarem z górami na Górnym Śląsku należącymi do Niemiec.
Z Górami Opawskimi wiąże się wiele tajemnic (związanych ze znajdującymi się tu złożami złota oraz zaginionym miastem Rosenau).